# Peuceptyelus
Peuceptyelus is een geslacht van halfvleugeligen uit de familie Aphrophoridae. De wetenschappelijke naam van dit geslacht is voor het eerst geldig gepubliceerd in 1871 door Sahlberg.

## Soorten
Het geslacht Peuceptyelus omvat de volgende soorten:
- Peuceptyelus bufonius Jacobi, 1921
- Peuceptyelus burmanicus (Distant, 1908)
- Peuceptyelus coriaceus (Fallén, 1826)
- Peuceptyelus coruscans Lallemand, 1946
- Peuceptyelus distanti (Lallemand, 1912)
- Peuceptyelus dubiosus Melichar, 1902
- Peuceptyelus extensus Jacobi, 1921
- Peuceptyelus ibukisanus Matsumura, 1940
- Peuceptyelus indentatus (Uhler, 1896)
- Peuceptyelus lacteisparsus Jacobi, 1944
- Peuceptyelus matsumuri Metcalf & Horton, 1934
- Peuceptyelus medius (Melichar, 1902)
- Peuceptyelus meridionalis Lallemand, 1924
- Peuceptyelus minutus Lallemand, 1927
- Peuceptyelus nigrocuneatus Jacobi, 1921
- Peuceptyelus opacus Jacobi, 1921
- Peuceptyelus pallescens Matsumura, 1942
- Peuceptyelus pronotalis Jacobi, 1941
- Peuceptyelus semiflavus Jacobi, 1921
- Peuceptyelus sigillifer (Walker, 1851)
- Peuceptyelus subfuscus Melichar, 1902
- Peuceptyelus wegneri Lallemand & Synave, 1953
- Peuceptyelus yatugadakeanus Matsumura, 1942